# Ratel 20
O Ratel 20 é um veículo de combate de infantaria (VCI), da Defesa Nacional Sul-Africana e dos batalhões da Força de infantaria mecanizada, e seu nome é derivado de um animal africano conhecido em inglês como Honey Badger (Ratel), que tem a reputação como um feroz lutador.

## Variantes
- Ratel 20 - com canhão de 20 milímetros
- Ratel 60 - com morteiro de 60 milímetros
- Ratel 81  - sem torre mas com morteiro de 81 milímetros
- Ratel 90 - com canhão de 90 milímetros
- Ratel 120 - com morteiro de 120 milímetros
- Ratel Command - com capacidade para 9 homens e uma torre de dois lugares com uma metralhadora calibre 12,7x99mm NATO
- Ratel EAOS - uma torre com Enhanced Artillery Observation System, EAOS (Sistema Aprimorado de Observação de Artilharia - SAOA)
- Ratel Maintenance - configurado com uma estação de trabalho de oficina
- Ratel ZT3 - com torre de lançamento de mísseis anti-tanque
- Ratel Logistic - veículo de logística 8x8